# Ácido digálico
Ácido digálico es un compuesto polifenólico que se encuentra en Pistacia lentiscus. Ácido digálico también está presente en la molécula de ácido tánico.  ésteres de digaloilo implicados ya sea -meta o -para dépsido.
Tanasa es una enzima que utiliza digalato para producir ácido gálico. Esta enzima también se puede utilizar para producir ácido digálico de galotaninos.